# 1806-os busz
Az 1806-os jelzésű autóbuszvonal távolsági autóbuszjárat Veszprém és Szombathely között, melyet a MÁV Személyszállítási Zrt. lát el.

## Közlekedése
Naponta kettő járatpár szállítja az utasokat. Útvonalának hossza 193,6 km, menetideje 4 óra 25 perc.

## Megállóhelyei
| 1806 (Veszprém – Balatonfüred – Keszthely – Zalaegerszeg – Szombathely) | 1806 (Veszprém – Balatonfüred – Keszthely – Zalaegerszeg – Szombathely) | 1806 (Veszprém – Balatonfüred – Keszthely – Zalaegerszeg – Szombathely) | 1806 (Veszprém – Balatonfüred – Keszthely – Zalaegerszeg – Szombathely) | 1806 (Veszprém – Balatonfüred – Keszthely – Zalaegerszeg – Szombathely) | 1806 (Veszprém – Balatonfüred – Keszthely – Zalaegerszeg – Szombathely) | 1806 (Veszprém – Balatonfüred – Keszthely – Zalaegerszeg – Szombathely) | 1806 (Veszprém – Balatonfüred – Keszthely – Zalaegerszeg – Szombathely) |
| sz.                                                                     | sz.                                                                     | Megállóhely                                                             | sz.                                                                     | sz.                                                                     | Átszállási kapcsolatok | Fontosabb létesítmények                                                 |                                                                         |
| ----------------------------------------------------------------------- | ----------------------------------------------------------------------- | ----------------------------------------------------------------------- | ----------------------------------------------------------------------- | ----------------------------------------------------------------------- | --- | ----------------------------------------------------------------------- | ----------------------------------------------------------------------- |
| 0                                                                       | 0                                                                       | Veszprém, autóbusz-állomás végállomás                                   | 72                                                                      | 71                                                                      | 1, 2, 3, 4, 4A, 7, 7A, 10, 12, 13, 22, 22A, 23, 23U, 47 1212, 1215, 1216, 1229, 1510, 1513, 1529, 1564, 1592, 1593, 1625, 1631, 1658, 1708, 1709, 1710, 1720, 1722, 1731, 1732, 1735, 1736, 1740, 1742, 1758, 1808, 1823, 1846, 1853 5449, 7033, 7300, 7301, 7302, 7303, 7304, 7305, 7306, 7307, 7308, 7309, 7311, 7313, 7314, 7315, 7316, 7317, 7318, 7319, 7320, 7321, 7322, 7323, 7324, 7325, 7326, 7332, 7333, 7335, 7338, 7341, 7342, 7344, 7345, 7346, 7348, 7350, 7352, 7353, 7355, 7357, 7358, 7360, 7361, 7363, 7364, 7366, 7367, 7369, 7370, 7373, 7376, 7381, 7383, 7386, 7387, 7388, 7391, 7395, 7396, 7398 |                                                                         |                                                                         |
| 1                                                                       | 1                                                                       | Veszprém, kórház                                                        | 71                                                                      | 70                                                                      | 7, 7A 1529, 1631, 1658, 1710, 1720, 1735, 1740, 1758, 1808, 1846, 1853 7341, 7342, 7344, 7345, 7346, 7348, 7350, 7352, 7353, 7355, 7357, 7358 |                                                                         |                                                                         |
| 2                                                                       | ∫                                                                       | Veszprém, VIDEOTON                                                      | ∫                                                                       | ∫                                                                       | 1529, 1710, 1758, 1808 7344, 7345, 7348, 7350, 7352, 7353, 7355, 7358 |                                                                         |                                                                         |
| 3                                                                       | 2                                                                       | Csopak, Csonkatorony 73-as út                                           | 70                                                                      | 69                                                                      | 1529, 1631, 1658, 1710, 1720, 1735, 1740, 1758, 1808, 1846, 1853 7350, 7352, 7353, 7355, 7357, 7358, 7363 |                                                                         |                                                                         |
| 4                                                                       | 3                                                                       | Balatonfüred, Arács vasúti megállóhely                                  | 69                                                                      | 68                                                                      | 3, 4, 6, 7 1529, 1631, 1658, 1709, 1710, 1720, 1722, 1735, 1740, 1758, 1808, 1846, 1853 7338, 7344, 7345, 7348, 7350, 7352, 7355, 7357, 7358, 7363, 7653, 7654, 8082 személyvonat, Vízipók sebesvonat, Katica InterRégió | Balatonarács megállóhely                                                |                                                                         |
| 5                                                                       | 4                                                                       | Balatonfüred, Arany Csillag                                             | 68                                                                      | 67                                                                      | 3, 4, 6, 7 1529, 1631, 1658, 1709, 1710, 1720, 1722, 1735, 1740, 1758, 1808, 1846, 1853 7338, 7344, 7345, 7348, 7350, 7352, 7355, 7357, 7358, 7363, 7653, 7654, 8082 |                                                                         |                                                                         |
| 6                                                                       | 5                                                                       | Balatonfüred, autóbusz-állomás                                          | 67                                                                      | 66                                                                      | 1, 1B, 2, 2B, 3, 4, 5, 6, 7 1529, 1631, 1658, 1709, 1710, 1720, 1722, 1735, 1740, 1758, 1808, 1846, 1853 7338, 7344, 7345, 7346, 7348, 7350, 7352, 7353, 7355, 7357, 7358, 7363, 7364, 7653, 7654, 7671, 7673, 7674, 7675, 7676, 7682, 7683, 7686, 8082 személyvonat, sebesvonat, Vízipók sebesvonat, Csabai Tekergő expresszvonat, Szabolcsi Tekergő expresszvonat, Tekergő expresszvonat, Katica InterRégió, Kék Hullám Intercity | Balatonfüred vasútállomás                                               |                                                                         |
| 7                                                                       | 6                                                                       | Aszófő, vasútállomás bejárati út                                        | 66                                                                      | 65                                                                      | 1189, 1631, 1658, 1735, 1808, 1846 7357, 7671 személyvonat, sebesvonat, Kék Hullám InterCity | Aszófő vasútállomás                                                     |                                                                         |
| 8                                                                       | 7                                                                       | Örvényes, autóbusz-váróterem                                            | 65                                                                      | 64                                                                      | 1631, 1658, 1735, 1808, 1846 7357, 7671 |                                                                         |                                                                         |
| 9                                                                       | 8                                                                       | Balatonudvari, autóbusz-váróterem                                       | 64                                                                      | 63                                                                      | 1631, 1658, 1735, 1808, 1846 7357, 7671 |                                                                         |                                                                         |
| 10                                                                      | 9                                                                       | Balatonudvari, Fövenyes, bejárati út                                    | 63                                                                      | 62                                                                      | 1631, 1658, 1735, 1808, 1846 7357, 7671 |                                                                         |                                                                         |
| 11                                                                      | 10                                                                      | Balatonakali, bejárati út                                               | 62                                                                      | 61                                                                      | 1631, 1658, 1735, 1808, 1846 7357, 7671, 7682, 7706 |                                                                         |                                                                         |
| 12                                                                      | 11                                                                      | Zánka, Gyermekváros                                                     | 61                                                                      | 60                                                                      | 1631, 1658, 1735, 1808, 1846 7357, 7367, 7671, 7706 |                                                                         |                                                                         |
| 13                                                                      | 12                                                                      | Zánka-Köveskál, vasútállomás bejárati út                                | 60                                                                      | 59                                                                      | 1631, 1658, 1735, 1808, 1846 7357, 7367, 7369, 7671, 7706, 7744 személyvonat, sebesvonat, Csabai Tekergő expresszvonat, Kék Hullám InterCity | Zánka-Köveskál vasútállomás                                             |                                                                         |
| 14                                                                      | 13                                                                      | Balatonszepezd, Viriusz telep                                           | 59                                                                      | 58                                                                      | 1631, 1658, 1735, 1808, 1846 7357, 7671, 7744 |                                                                         |                                                                         |
| 15                                                                      | 14                                                                      | Balatonszepezd, vasúti megállóhely                                      | 58                                                                      | 57                                                                      | 1631, 1658, 1735, 1808, 1846 7357, 7671, 7744 személyvonat, sebesvonat, Kék Hullám InterCity | Balatonszepezd megállóhely                                              |                                                                         |
| 16                                                                      | 15                                                                      | Balatonszepezd, fürdő                                                   | 57                                                                      | 56                                                                      | 1658, 1735, 1808 7357, 7671, 7744 személyvonat, sebesvonat | Szepezdfürdő megállóhely                                                |                                                                         |
| 17                                                                      | 16                                                                      | Révfülöp, vasútállomás                                                  | 56                                                                      | 55                                                                      | 1631, 1658, 1717, 1735, 1808, 1846 7357, 7387, 7671, 7702, 7703, 7704, 7705, 7708, 7744, 7942 személyvonat, sebesvonat, Csabai Tekergő expresszvonat, Kék Hullám InterCity | Révfülöp vasútállomás                                                   |                                                                         |
| 18                                                                      | 17                                                                      | Balatonrendes, vasúti megállóhely                                       | 55                                                                      | 54                                                                      | 1631, 1658, 1717, 1735, 1808, 1846 7357, 7387, 7708 személyvonat, sebesvonat, Kék Hullám InterCity | Balatonrendes megállóhely                                               |                                                                         |
| 19                                                                      | 18                                                                      | Ábrahámhegy, vasúti megállóhely                                         | 54                                                                      | 53                                                                      | 1631, 1658, 1717, 1735, 1808, 1846 7357, 7387, 7707, 7708, 7709, 7746 személyvonat, sebesvonat, Kék Hullám InterCity | Ábrahámhegy megállóhely                                                 |                                                                         |
| 20                                                                      | 19                                                                      | Badacsonytomaj, (Badacsonyörs), camping                                 | 53                                                                      | 52                                                                      | 1631, 1658, 1717, 1735, 1808, 1846 7357, 7387, 7707, 7708, 7709, 7746 |                                                                         |                                                                         |
| 21                                                                      | 20                                                                      | Badacsonytomaj, (Badacsonyörs), posta                                   | 52                                                                      | 51                                                                      | 1631, 1658, 1717, 1735, 1808, 1846 7357, 7387, 7707, 7708, 7709, 7746 |                                                                         |                                                                         |
| 22                                                                      | 21                                                                      | Badacsonytomaj, vasútállomás bejárati út                                | 51                                                                      | 50                                                                      | 1631, 1658, 1717, 1735, 1808, 1846 6363, 6364, 7387, 7707, 7708, 7709, 7746 személyvonat, sebesvonat, Csabai Tekergő expresszvonat, Kék Hullám InterCity | Badacsonytomaj vasútállomás                                             |                                                                         |
| 23                                                                      | 22                                                                      | Badacsony, vasúti megállóhely                                           | 50                                                                      | 49                                                                      | 1579, 1631, 1658, 1717, 1735, 1808, 1846 6363, 6364, 7387, 7708, 7709, 7710, 7746, 7929 személyvonat, sebesvonat, Csabai Tekergő expresszvonat, Kék Hullám InterCity | Badacsony megállóhely                                                   |                                                                         |
| 24                                                                      | 23                                                                      | Badacsonylábdihegy, vasúti megállóhely bejárati út                      | 49                                                                      | 48                                                                      | 1579, 1631, 1658, 1717, 1735, 1808, 1846 6363, 6364, 7387, 7708, 7710, 7746 személyvonat, sebesvonat, Kék Hullám InterCity | Badacsonylábdihegy megállóhely                                          |                                                                         |
| 25                                                                      | 24                                                                      | Badacsonytördemic-Szigliget, vasútállomás bejárati út                   | 48                                                                      | 47                                                                      | 1579, 1631, 1658, 1717, 1735, 1808, 1846 6364, 7387, 7708 személyvonat, sebesvonat, Kék Hullám InterCity | Badacsonytördemic-Szigliget vasútállomás                                |                                                                         |
| 26                                                                      | 25                                                                      | Szigliget, bejárati út                                                  | 47                                                                      | 46                                                                      | 1579, 1631, 1658, 1735, 1808, 1846 6363, 6364, 7710, 7711 |                                                                         |                                                                         |
| 27                                                                      | 26                                                                      | Balatonederics, bejárati út                                             | 46                                                                      | 45                                                                      | 1212, 1569, 1579, 1625, 1631, 1636, 1658, 1714, 1723, 1735, 1736, 1808, 1846 6218, 6361, 6363, 6364, 7357, 7721 |                                                                         |                                                                         |
| 28                                                                      | 27                                                                      | Balatonederics, Becehegy, Kastély Fogadó                                | 45                                                                      | 44                                                                      | 1212, 1625, 1636, 1714, 1723, 1736, 1808, 1846 6218, 6361, 6364, 7357, 7721 |                                                                         |                                                                         |
| 29                                                                      | 28                                                                      | Balatongyörök, Szépkilátó                                               | 44                                                                      | 43                                                                      | 1212, 1579, 1625, 1631, 1636, 1658, 1714, 1723, 1735, 1736, 1808, 1846 6361, 6363, 6364, 7357, 7721 |                                                                         |                                                                         |
| 30                                                                      | 29                                                                      | Balatongyörök, bejárati út                                              | 43                                                                      | 42                                                                      | 1212, 1569, 1579, 1625, 1631, 1636, 1658, 1714, 1723, 1735, 1736, 1808, 1846 6218, 6360, 6361, 6363, 6364, 7357, 7721 |                                                                         |                                                                         |
| 31                                                                      | 30                                                                      | Vonyarcvashegy, vasútállomás bejárati út                                | 42                                                                      | 41                                                                      | 1212, 1569, 1579, 1625, 1631, 1636, 1658, 1714, 1723, 1735, 1736, 1808, 1846 6218, 6360, 6361, 6363, 6364, 7357, 7721 személyvonat, Lesence sebesvonat], Tanúhegy sebesvonat, Helikon InterRégió | Vonyarcvashegy vasútállomás                                             |                                                                         |
| 32                                                                      | 31                                                                      | Gyenesdiás, takarékpénztár                                              | 41                                                                      | 40                                                                      | 1212, 1569, 1579, 1625, 1631, 1636, 1658, 1714, 1723, 1735, 1736, 1808, 1846 6218, 6360, 6361, 6363, 6364, 6365, 7357, 7721 |                                                                         |                                                                         |
| 33                                                                      | 32                                                                      | Gyenesdiás, községháza                                                  | 40                                                                      | 39                                                                      | 1212, 1579, 1625, 1631, 1636, 1658, 1714, 1723, 1735, 1736, 1808, 1846 6218, 6360, 6361, 6363, 6364, 6365, 7357, 7721 |                                                                         |                                                                         |
| 34                                                                      | 33                                                                      | Keszthely, Vágóhíd utca                                                 | 39                                                                      | 38                                                                      | 1 1212, 1579, 1625, 1631, 1636, 1658, 1714, 1723, 1735, 1736, 1808, 1846 6218, 6360, 6361, 6363, 6364, 7357, 7721 |                                                                         |                                                                         |
| 35                                                                      | 34                                                                      | Keszthely, kórház                                                       | 38                                                                      | 37                                                                      | 1 1212, 1569, 1579, 1625, 1631, 1636, 1658, 1714, 1723, 1735, 1736, 1808, 1846 6218, 6360, 6361, 6363, 6364, 7357, 7721 |                                                                         |                                                                         |
| 36                                                                      | 35                                                                      | Keszthely, autóbusz-állomás                                             | 37                                                                      | 36                                                                      | 1, 2, 3, 5, 70, C5 1193, 1194, 1212, 1402, 1499, 1506, 1569, 1578, 1579, 1625, 1631, 1636, 1658, 1665, 1666, 1673, 1714, 1723, 1724, 1725, 1732, 1735, 1736, 1794, 1808, 1842, 1846 5974, 5976, 6103, 6162, 6192, 6216, 6218, 6230, 6231, 6237, 6306, 6307, 6308, 6310, 6316, 6350, 6355, 6360, 6361, 6363, 6364, 6370, 6373, 6375, 6384, 6386, 6387, 6391, 6395, 6396, 6398, 6415, 7357, 7721, 7722 személyvonat, sebesvonat, Helikon InterRégió, Lesence expresszvonat, Tanúhegy expresszvonat, Fenyves expresszvonat], Balaton InterCity                                                                             |                                                                         |                                                                         |
| 37                                                                      | 36                                                                      | Keszthely, Szent Miklós utca                                            | 36                                                                      | 35                                                                      | 2, 3, 70, C5 1194, 1625, 1636, 1658, 1665, 1666, 1736, 1808 6162, 6216, 6230, 6231, 6237, 6307, 6310, 6316, 6355, 6360, 6361, 6363, 6364, 6370, 6373, 6375, 6384, 6386, 6387, 6391, 6395, 6398, 6415, 7722 |                                                                         |                                                                         |
| 38                                                                      | 37                                                                      | Keszthely, Bercsényi utca                                               | 35                                                                      | 34                                                                      | 70, C5 1194, 1402, 1499, 1506, 1569, 1625, 1631, 1636, 1658, 1665, 1666, 1673, 1714, 1724, 1725, 1735, 1736, 1794, 1808, 1842 5976, 6103, 6162, 6216, 6218, 6230, 6231, 6237, 6306, 6307, 6310, 6316, 6355, 6360, 6361, 6363, 6364, 6370, 6375, 6384, 6386, 6387, 6391, 6395, 6396, 6398, 6415, 7721, 7722 |                                                                         |                                                                         |
| 39                                                                      | 38                                                                      | Keszthely, Pál utca                                                     | 34                                                                      | 33                                                                      | 70 1194, 1625, 1658, 1665, 1736, 1808 6162, 6216, 6230, 6231, 6237, 6306, 6310, 6316, 6355, 6360, 6361, 6363, 6364, 6375, 6384, 6386, 6387, 6390, 6391, 6395, 6398, 6415, 7722 |                                                                         |                                                                         |
| 40                                                                      | 39                                                                      | Keszthely, Kertváros                                                    | 33                                                                      | 32                                                                      | 70 1194, 1625, 1636, 1658, 1665, 1736, 1808 6162, 6216, 6230, 6231, 6237, 6306, 6310, 6316, 6355, 6360, 6361, 6364, 6375, 6384, 6386, 6387, 6391, 6395, 6415, 7722 |                                                                         |                                                                         |
| 41                                                                      | 40                                                                      | Hévíz, autóbusz-állomás                                                 | 32                                                                      | 31                                                                      | 1188, 1193, 1194, 1212, 1402, 1499, 1506, 1569, 1625, 1636, 1658, 1665, 1666, 1673, 1714, 1724, 1725, 1736, 1794, 1808, 1842 5976, 6103, 6162, 6216, 6218, 6230, 6231, 6237, 6306, 6310, 6316, 6350, 6355, 6360, 6361, 6363, 6364, 6370, 6372, 6375, 6383, 6384, 6386, 6387, 6390, 6391, 6395, 6396, 6398, 6415, 7721, 7722 |                                                                         |                                                                         |
| 42                                                                      | 41                                                                      | Hévíz, Ady utca                                                         | 31                                                                      | 30                                                                      | 1188, 1193, 1194, 1625, 1658, 1665, 1736, 1808 6162, 6216, 6218, 6230, 6231, 6237, 6306, 6310, 6316, 6361, 6363, 6370, 6375, 6415 |                                                                         |                                                                         |
| 43                                                                      | 42                                                                      | Alsópáhok, hévízi elágazás                                              | 30                                                                      | 29                                                                      | 1194, 1625, 1658, 1665, 1808 6216, 6306, 6372 |                                                                         |                                                                         |
| 44                                                                      | 43                                                                      | Felsőpáhok, autóbusz-váróterem                                          | 29                                                                      | 28                                                                      | 1625, 1658, 1665, 1808 6162, 6216, 6306, 6372 |                                                                         |                                                                         |
| 45                                                                      | 44                                                                      | Felsőpáhok, templom                                                     | 28                                                                      | 27                                                                      | 1194, 1625, 1658, 1665, 1808 6216, 6306, 6372 |                                                                         |                                                                         |
| 46                                                                      | 45                                                                      | Zalaköszvényes bejárati út                                              | 27                                                                      | 26                                                                      | 1625, 1658, 1665, 1808 6162, 6216, 6306, 6372 |                                                                         |                                                                         |
| 47                                                                      | 46                                                                      | Zalacsány, templom                                                      | 26                                                                      | 25                                                                      | 1185, 1188, 1194, 1499, 1625, 1658, 1665, 1808 6162, 6216, 6217, 6306, 6307 |                                                                         |                                                                         |
| 48                                                                      | 47                                                                      | Tilaj bejárati út                                                       | 25                                                                      | 24                                                                      | 1625, 1658, 1665, 1808 6216, 6217 |                                                                         |                                                                         |
| 49                                                                      | 48                                                                      | Ligetfalva bejárati út                                                  | 24                                                                      | 23                                                                      | 1625, 1658, 1665, 1808 6216, 6217 |                                                                         |                                                                         |
| 50                                                                      | 49                                                                      | Almásháza bejárati út                                                   | 23                                                                      | 22                                                                      | 1625, 1658, 1665, 1808 6216, 6217 |                                                                         |                                                                         |
| 51                                                                      | 50                                                                      | Padár bejárati út                                                       | 22                                                                      | 21                                                                      | 1625, 1658, 1665, 1808 6216, 6217 |                                                                         |                                                                         |
| 52                                                                      | 51                                                                      | Nagykapornak, terményraktár                                             | 21                                                                      | 20                                                                      | 1625, 1658, 1665, 1808 6216, 6217 |                                                                         |                                                                         |
| 53                                                                      | 52                                                                      | Nagykapornak, autóbusz-váróterem                                        | 20                                                                      | 19                                                                      | 1185, 1188, 1499, 1625, 1658, 1665, 1808 6162, 6214, 6216, 6217, 6220, 6222, 6231 |                                                                         |                                                                         |
| 54                                                                      | 53                                                                      | Nagykapornak, Városihegy                                                | 19                                                                      | 18                                                                      | 1625, 1658, 1665, 1808 6214, 6216, 6217, 6220, 6222, 6231 |                                                                         |                                                                         |
| 55                                                                      | 54                                                                      | Kisbucsa, bejárati út (76-os út)                                        | 18                                                                      | 17                                                                      | 1185, 1188, 1625, 1658, 1665, 1808 6214, 6215, 6216, 6217, 6219, 6220, 6221, 6222, 6231 |                                                                         |                                                                         |
| 56                                                                      | 55                                                                      | Alsónemesapáti bejárati út                                              | 17                                                                      | 16                                                                      | 1625, 1658, 1665, 1808 6214, 6215, 6216, 6217, 6219, 6220, 6221, 6222, 6226, 6230, 6231 |                                                                         |                                                                         |
| 57                                                                      | 56                                                                      | Zalaegerszeg, Cserlap                                                   | 16                                                                      | 15                                                                      | 1625, 1658, 1665, 1808 6214, 6215, 6216, 6217, 6219, 6220, 6221, 6222, 6226, 6230, 6231 |                                                                         |                                                                         |
| 58                                                                      | 57                                                                      | Zalaegerszeg, Csácsi arborétum                                          | 15                                                                      | 14                                                                      | 1625, 1658, 1665, 1808 6214, 6215, 6216, 6217, 6219, 6220, 6221, 6222, 6226, 6230, 6231 |                                                                         |                                                                         |
| 59                                                                      | 58                                                                      | Zalaegerszeg, Csácsbozsok elágazás                                      | 14                                                                      | 13                                                                      | 2, 12, 21, 22, 22A 1187 1185, 1188, 1625, 1658, 1665, 1808 6214, 6215, 6216, 6217, 6219, 6220, 6221, 6222, 6226, 6230, 6231 |                                                                         |                                                                         |
| 60                                                                      | 59                                                                      | Zalaegerszeg, Vízmű                                                     | 13                                                                      | 12                                                                      | 2, 12, 12A, 19, 21, 22, 22A 1625, 1658, 1665, 1670, 1808 6200, 6201, 6205, 6210, 6211, 6213, 6214, 6215, 6216, 6217, 6219, 6220, 6221, 6222, 6226, 6230, 6231, 7398 |                                                                         |                                                                         |
| 61                                                                      | 60                                                                      | Zalaegerszeg, autóbusz-állomás                                          | 12                                                                      | 11                                                                      | 1, 4, 5, 6, 7, 9, 14, 19A, 21, 25, 27 1187 1185, 1188, 1499, 1503, 1562, 1620, 1622, 1625, 1639, 1642, 1658, 1665, 1667, 1668, 1670, 1726, 1808 6200, 6201, 6205, 6210, 6211, 6213, 6214, 6215, 6216, 6217, 6218, 6219, 6220, 6221, 6222, 6226, 6230, 6231, 6235, 6237, 6238, 6239, 6240, 6241, 6242, 6243, 6245, 6246, 6247, 6248, 6250, 6255, 6258, 6262, 6268, 6275, 6277, 6278, 6287, 6292, 6898, 7398 |                                                                         |                                                                         |
| 62                                                                      | 61                                                                      | Zalaegerszeg, olai templom (Interspar)                                  | 11                                                                      | 10                                                                      | 1, 2E, 6, 10C, 12, 12A, 12B, 14, 18, 20, 22, 22A, 28, 29 1622, 1668 6255, 6258, 6262, 6275, 6277, 6278, 6287, 6292, 6898 |                                                                         |                                                                         |
| ∫                                                                       | ∫                                                                       | Zalaegerszeg, Malom utca                                                | 10                                                                      | ∫                                                                       | 1, 6, 14, 24 1622 6255, 6258, 6262, 6275, 6277, 6278, 6287, 6292, 6898 |                                                                         |                                                                         |
| 63                                                                      | 62                                                                      | Zalaegerszeg (Andráshida), bolt                                         | 9                                                                       | 9                                                                       | 1, 6, 14, 24 1622, 1668 6275, 6277, 6278, 6292, 6898 |                                                                         |                                                                         |
| 64                                                                      | 63                                                                      | Bagod, iskola                                                           | 8                                                                       | 8                                                                       | 1185, 1188, 1622, 1668 6275, 6277, 6278, 6898 |                                                                         |                                                                         |
| 65                                                                      | 64                                                                      | Hagyárosbörönd, bolt                                                    | 7                                                                       | 7                                                                       | 1622, 1668 6275, 6898 |                                                                         |                                                                         |
| 66                                                                      | 65                                                                      | Hegyhátsál, autóbusz-váróterem                                          | 6                                                                       | 6                                                                       | 1622, 1668 6876, 6896, 6898 |                                                                         |                                                                         |
| 67                                                                      | 66                                                                      | Katafa, felső                                                           | 5                                                                       | 5                                                                       | 1668 6876, 6892, 6896, 6898 |                                                                         |                                                                         |
| 68                                                                      | 67                                                                      | Körmend, autóbusz-állomás                                               | 4                                                                       | 4                                                                       | 1, 1A, 1B, 2, 2A 1622, 1643, 1668, 1669 6660, 6782, 6876, 6885, 6686, 6887, 6892, 6896, 6898, 6900, 6902, 6904, 6905, 6912, 6921, 6931, 6933, 6940 személyvonat, Savaria InterCity, Mura nemzetközi InterCity, Dráva nemzetközi InterCity | Körmend vasútállomás                                                    |                                                                         |
| 69                                                                      | 68                                                                      | Körmend, TESCO hipermarket                                              | 3                                                                       | 3                                                                       | 1B, 2, 2A 1622, 1668 6660, 6782, 6876, 6885, 6886, 6887, 6892, 6896, 6898, 6900, 6902, 6904, 6905, 6912 |                                                                         |                                                                         |
| 70                                                                      | 69                                                                      | Balogunyom, autóbusz-váróterem                                          | 2                                                                       | 2                                                                       | 1643, 1667, 1668, 1669, 1726 6653, 6654, 6655, 6660, 6663 |                                                                         |                                                                         |
| 71                                                                      | 70                                                                      | Szombathely, VOLÁNBUSZ Zrt.                                             | 1                                                                       | 1                                                                       | 4H, 6, 6H, 23 1636, 1642, 1667, 1668, 1726 6653, 6654, 6655, 6660, 6663 |                                                                         |                                                                         |
| 72                                                                      | 71                                                                      | Szombathely, autóbusz-állomás végállomás                                | 0                                                                       | 0                                                                       | 1U, 4H, 5, 5H, 7H, 9, 10H, 23, 27, 27A, 30Y 1636, 1642, 1643, 1660, 1662, 1663, 1664, 1666, 1667, 1668, 1669, 1671, 1673, 1715, 1726, 1727, 1848 715, 717, 6602, 6603, 6604, 6605, 6610, 6611, 6616, 6617, 6620, 6623, 6628, 6630, 6632, 6635, 6640, 6645, 6648, 6653, 6654, 6655, 6660, 6663, 6680, 6686, 6690, 6703 |                                                                         |                                                                         |